# Michał Kowalski (aktor)
Michał Kowalski (ur. 10 grudnia 1974 w Mrągowie) – polski aktor filmowy i teatralny.

## Życiorys
W 1995 ukończył Studium Aktorskie im. Aleksandra Sewruka przy Teatrze im. Stefana Jaracza w Olsztynie, w 1999 Wydział Aktorski Akademii Teatralnej w Warszawie. Od 2000 związany jest z Teatrem Wybrzeże w Gdańsku.

## Filmografia

### Filmy
- 2024: Egzamin na cztery głosy – pan Zygmunt
- 2022: Iluzja – Jasnowidz
- 2019: Solid Gold – Inspektor KNF
- 2018: Kamerdyner – Józef Formela
- 2018: Ułaskawienie – Konfident Stefan Zając
- 2017: Pola – Andrzej
- 2016: Las, 4 rano – Boria
- 2016: Układ – ?
- 2013: Układ zamknięty – Funkcjonariusz CBŚ
- 2011: Czarny czwartek – Brunon Drywa
- 2010: Milion dolarów – kierownik
- 2009: Miasto z morza – Smela
- 2009: Mniejsze zło – Chory
- 2009: U Pana Boga za miedzą – Pracownik
- 2008: Pora mroku – Pielęgniarz
- 2002: Segment 76
- 2000: Noc Świętego Mikołaja – Patyk

### Seriale
- 2021: Kamerdyner – Józef Formela
- 2021: Kuchnia – poligrafer (odc. 4)
- 2021: Układ – Michał Piękny (odc. 2), wiceminister Kłączak (odc. 8)
- 2020: Król – komisarz Czerwiński
- 2020: Kolej na miłość – pasażer
- 2018: Nielegalni – dziennikarz Mączyński
- 2009: Miasto z morza – nurek Smela (odc. 2)
- 2008: Trzeci oficer – Roman Strąk
- 2006–2007: Kryminalni – Kameleon (odc. 45, 64 i 80)

### Teatr telewizji
- 2007: Inka 1946

## Nagrody
- Wyróżnienie na 31. Opolskich Konfrontacjach Teatralnych „Klasyka Polska” za rolę Czepca w Weselu Stanisława Wyspiańskiego w Teatrze Wybrzeże w Gdańsku (2006)
- wyróżnienie na V Ogólnopolskim Konkursie na Teatralną Inscenizację Dawnych Dzieł Literatury Europejskiej - za rolę De Floresa w przedstawieniu Zwrotnica w Teatrze Wybrzeże w Gdańsku (2010)[1]
- Nagroda „Sztorm Roku” w kategorii teatr - za rolę Pankracego w przedstawieniu Nie-Boska komedia Zygmunta Krasińskiego w Teatrze Wybrzeże (2012)[2]
- Nagroda Teatralna Marszałka Województwa Pomorskiego za rolę Pankracego w Nie-Boskiej komedii (2012)
- Nagroda Prezydenta Miasta Gdańska w Dziedzinie Kultury z okazji jubileuszu 20-lecia pracy artystycznej (2021)[3]